# رونالد دي بور
رونالد دي بور (بالهولندية: Ronald de Boer)‏، من مواليد 15 مايو 1970 في مدينة هورن بهولندا، وهو لاعب كرة قدم هولندي سابق، وهو الشقيق الأكبر لتوأمه فرانك دي بور.
و قد بدأ رونالد دي بور لعب كرة القدم مع نادي دي زوافين في موسم 1986/1987، ونادي ليتيبوريك في موسم 1987/1988، ولعب رونالد لنادي أياكس أمستردام في عام 1988 وحتى عام 1991، وانتقل إلى نادي توينتي في عام 1991، وفي عام 1993 عاد إلى نادي أياكس أمستردام، لعب له حتى عام 1998، وانتقل بعدها إلى نادي برشلونة الإسباني، ولعب له حتى عام 2000، وذلك الموسم انتقل إلى نادي رينجرز الإسكتلندي، ولعب له حتى عام 2004، وبعدها قرر هو وأخوه فرانك دي بور الانتقال قطر، ولعب لنادي الريان في موسم 2004/2005، وهو يلعب في نادي الشمال منذ عام 2005.
و قد فاز في بطولة دوري أبطال أوروبا في عام 1995 بعد أن تغلب نادي أياكس أمستردام على نادي إيه سي ميلان، وبعد كأس العالم لكرة القدم 1998، أبهر الجميع فانتقل إلى نادي برشلونة الإسباني، وعندما انتقل إلى نادي رينجرز كان يدرب المدرب الهولندي ديك أدفوكات، كان يوجد العديد من اللاعبين الهولنديين في الفريق مثل فرناندو ريكسن وجيوفاني فان برونكهورست.
و لعب دي بور 67 مباراة دولية مع منتخب هولندا لكرة القدم، وسجل 13 هدف، وقد شارك في كأس عالم واحد في عام 1998، وشارك في كأسي لأمم أوروبا في عامي 2000 و2004.

## مسيرته الكروية
لعب رونالد دي بور خلال مسيرته الاحترافية مع 6 أندية في ثلاثة وعشرون موسمًا وسجل خلالها 116 هدف ضمن 478 مباراة. حيث فاز في خمسة مواسم بالكأس وفي سبعة مواسم بالدوري.
خاض رونالد دي بور مسيرته مع نادي أياكس أمستردام في موسم 1987–88 في المرة الأولى ليلعب معه أربعة مواسم ثم في موسم 1992–93 ليلعب معه سبعة مواسم، مشاركًا طوالها في 223 مباراة سجل خلالها 50 هدف. ثم انتقل إلى نادي تفينتي أنشخيدة في موسم 1991–92 ولمدة موسمين، حيث شارك في 49 مباراة سجل خلالها 22 هدفًا. لينتقل بعدها إلى نادي برشلونة في موسم 1998–99 ولمدة موسمين، مشاركًا في 37 مباراة سجل خلالها هدفًا واحدًا. ثم انتقل إلى نادي رينجرز في موسم 2000–01 ليلعب معه أربعة مواسم، مشاركًا في 91 مباراة سجل خلالها 32 هدفًا. هذا وانتقل لاحقًا إلى نادي الريان في موسم 2004–05 لمدة موسم واحد، مشاركًا في 22 مباراة سجل خلالها 3 أهداف. ثم انتقل بعدها إلى نادي الشمال في موسم 2005–06 واستمر معه طيلة ثلاثة مواسم، مشاركًا في 56 مباراة سجل خلالها 8 أهداف.

## روابط خارجية
- رونالد دي بور على موقع الاتحاد الدولي (مؤرشف)  (الإنجليزية)
- رونالد دي بور على موقع الاتحاد الأوربي (الإنجليزية)
- رونالد دي بور على موقع قاعدة بيانات كرة القدم.إي يو (الإنجليزية)
- رونالد دي بور على موقع ليكيب (الفرنسية)
- رونالد دي بور على موقع ناشيونال فوتبول تيمز (الإنجليزية)
- رونالد دي بور على موقع عالم كرة القدم.نت (الإنجليزية)
- رونالد دي بور على موقع كووورة